# James Stillman

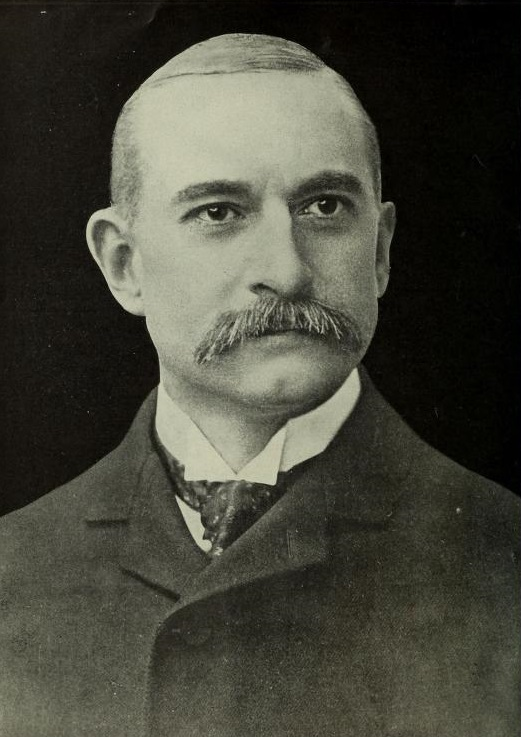
James Stillman, ca. 1910

James Jewett Stillman (9 de junho de 1850 – 15 de março de 1918) foi um empresário dos Estados Unidos que investiu em terras, bancos e caminhos-de-ferro em Nova Iorque, Texas e México.

## Biografia
Filho de Elizabeth Pamela Stillman e Charles Stillman, James Stillman nasceu Brownsville (Texas). Charles Stillman detinha importantes interesses em vários negócios que James adquiriu em 1872, expandindo-os com o controlo de dezasseis bancos do Texas e significativas aquisições de terras no vale do Rio Grande, sobretudo em Corpus Christi e Kerrville (Texas). Juntamente com W. H. Harriman, Jacob Henry Schiff e William Rockefeller controlava as mais importantes vias férreas do Texas (incluindo a Texas and Pacific Railway, a Southern Pacific Railroad, a International-Great Northern Railroad, a Union Pacific Southern Railway, e a St. Louis, Brownsville and Mexico Railway, e a Ferrocarril Nacional de México)  bem como o National City Bank of New York. 
Em 1876 Stillman apoiou o derrube do governo mexicano levado a cabo por Porfirio Díaz durante a revolução de Tuxtepec.